# Amblystegium subtile

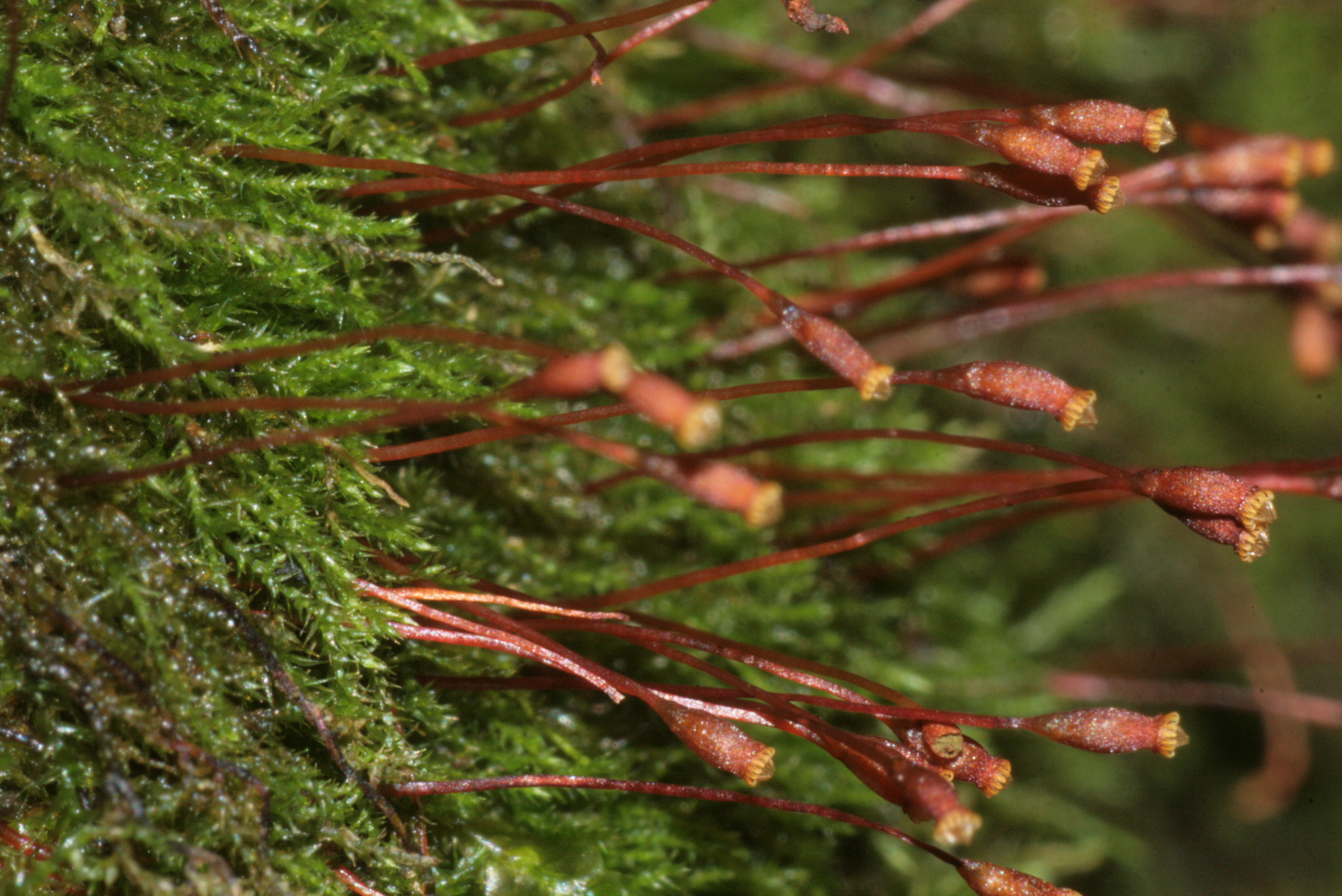
Nahansicht

Amblystegium subtile, auf Deutsch auch Feiner Stumpfdeckel oder Feines Kleinstumpfdeckelmoos genannt, ist eine Laubmoos-Art aus der Familie Amblystegiaceae. Diese Art wurde auch unter den Synonymen Amblystegiella subtilis (Hedw.) Loeske und Platydictya subtilis (Hedw.) H.A.Crum beschrieben.

## Beschreibung
Diese Moosart ist eines der zierlichsten Laubmoose und bildet dicht verwebte, grüne bis gelbgrüne Überzüge, die der Unterlage mit büscheligen Rhizoiden anhaften. Die sehr zarten kriechenden Stämmchen sind reichlich beastet. Die haarfeinen, aufsteigenden oder ausgebreiteten Äste sind 2 bis 5 Millimeter lang, sind locker beblättert und haben keine Paraphyllien. Die Blätter sind trocken anliegend, feucht abstehend, zuweilen schwach einseitswendig, lanzettlich mit langer Spitze, ganzrandig. Sie haben keine oder nur eine sehr kurze, angedeutete Blattrippe.
Die Blattzellen der Blattmitte sind verlängert rhombisch, derbwandig und 3- bis 5-mal so lang wie breit. Von den Blattflügeln an den Blatträndern weit hinauflaufend befinden sich beidseitig etwa 3 Reihen quadratische bis kurz rechteckige Zellen. Perichaetialblätter sind ganzrandig oder schwach gezähnt, sie besitzen eine bis zur Blattmitte reichende Rippe.
Das Moos ist monözisch. Die gelbrote Seta ist 5 bis 10 Millimeter lang, die 1,5 Millimeter lange Sporenkapsel ist aufrecht oder ganz leicht gebogen, eilänglich-zylindrisch, hellbraun und trocken unter der Mündung verengt. Der kegelige Deckel ist gerade oder schief zugespitzt. Sporen sind papillös und 10 bis 16 µm groß. Sporenkapseln werden sehr häufig ausgebildet, Sporenreife ist im Sommer und Herbst.

## Standortansprüche
Amblystegium subtile wächst in erster Linie auf basenreicher Borke im unteren bis mittleren Stammbereich von Laubbäumen an halbschattigen bis schattigen und luftfeuchten Stellen in Wäldern, häufig an Bächen und Quellstellen. Selten besiedelt es Gestein. Gegen Luftverschmutzung ist es sehr empfindlich.

## Verbreitung
Vorkommen dieser subkontinentalen Art gibt es neben Europa in Asien und Nordamerika. In Europa fehlt sie im hohen Norden und Großbritannien. Im mitteleuropäischen Bereich ist sie in Norddeutschland selten, in den südwestlichen und südlichen Teilen von Deutschland und in den Alpen ziemlich verbreitet.